# Diodoto I
Diodoto I Sotere (in greco antico: Διόδοτος Αʹ ὁ Σωτήρ?, Diòdotos I ho Sotèr; 285 a.C. circa – 239 a.C.) è stato un satrapo dell'Impero seleucide che governava la regione della Battria.
Dopo la morte di Antioco II si ribellò e fondò un regno ellenistico indipendente noto come regno greco-battriano.
Diodoto era inoltre un contemporaneo, e forse alleato, di Andragora, il satrapo seleucide di Partia che all'incirca negli stessi anni si proclamò indipendente dall'Impero seleucide.

## Biografia
Non si è certi della sua data di nascita (che si stima intorno al 285 a.C.) né del luogo di nascita.
Non si sa neanche quando sia diventato satrapo della Battria (una regione che nel ventunesimo secolo rientra nei confini di Pakistan e Afghanistan), tuttavia si è certi che dopo la morte di Antioco II e la sua dichiarazione di guerra all'Egitto Tolemaico, ha proclamato l'indipendenza dei suoi domini.